# Tobias Bech
Tobias Bech Kristensen (* 19. Februar 2002 in Møldrup Kommune, heute zu Viborg Kommune) ist ein dänischer Fußballspieler. Er steht bei Aarhus GF unter Vertrag und ist dänischer Nachwuchsnationalspieler.

## Karriere

### Verein
Der gelernte rechte Mittelfeldspieler kommt aus Møldrup, relativ im Norden von Jütland gelegen, und spielte im 21 Kilometer südlich gelegenen Viborg bei FK Viborg, bevor er in die Jugendmannschaften von Viborg FF wechselte. Am 11. März 2018 debütierte er im Alter von 16 Jahren in der 1. Division, der zweiten dänischen Liga, als er beim torlosen Unentschieden von Viborg FF im Auswärtsspiel gegen Brabrand IF zehn Minuten vor Schluss eingewechselt wurde. Somit war Tobias Bech der jüngste Debütant in der Vereinsgeschichte. Dieser Einsatz war eines von 3 Kurzeinsätzen von Bech in der Spielzeit 2017/18, in der folgenden Saison fehlte er verletzungsbedingt und absolvierte lediglich 2 Partien. Dabei scheiterte Viborg FF in der Relegation zur Superligaen, der ersten dänischen Liga, an Hobro IK. In der Saison 2019/20 wurde Bech in 21 Spielen in der Liga eingesetzt und schoss dabei vier Tore, allerdings war er nicht selten dabei Einwechselspieler. 2021 stieg er mit Viborg FF in die Superligaen auf und dabei stand er in 31 Punktspielen 22 Mal in der Startformation, immer als rechter Außenstürmer eingesetzt. Mit acht Toren trug Tobias Bech zum Aufstieg seines Vereins in die Beletage des dänischen Fußballs bei. Der Verein schaffte in der dänischen Erstklassigkeit nicht nur den Klassenerhalt, sondern qualifizierte sich auch für die UEFA Europa Conference League. Mit 23 Startelfeinsätzen in 27 Ligaspielen gehörte Bech hierbei zu den Stammspielern und schoss drei Tore.
Im August 2022 wechselte Tobias Bech nach Deutschland zum Drittligisten FC Ingolstadt 04, wo er einen Dreijahresvertrag unterschrieb. Er behauptete sich sofort als Stammspieler und wurde dabei auf mehreren Positionen in der Offensive eingesetzt. Obwohl Bech 13 Tore schoss und fünf weitere Treffer vorbereitete, gelang es den Oberbayern, die zuvor aus der 2. Bundesliga abgestiegen waren, nicht, ins deutsche Unterhaus zurückzukehren. Die Saison beendeten die Ingolstädter schließlich auf dem 11. Platz. Zudem erreichte der FC Ingolstadt im bayerischen Landespokal zwar das Finale, verlor dort allerdings nach Elfmeterschießen gegen den Regionalligisten FV Illertissen.
Nach nur einem Jahr kehrte Tobias Bech nach Dänemark zu Aarhus GF zurück und unterschrieb einen Fünfjahresvertrag.

### Nationalmannschaft
Tobias Bech gehörte zum Kader der dänischen U17-Nationalmannschaft, kam allerdings nicht zum Einsatz. Für die U18-Junioren absolvierte er am 10. Oktober 2019 beim 1:1-Unentschieden im Freundschaftsspiel in Montreux gegen die Schweiz seinen einzigen Einsatz. 2020 kam Bech zu zwei Partien für die U19-Junioren der Dänen. Am 20. November 2022 absolvierte er beim 3:0-Sieg in einem Testspiel in der türkischen Provinz Antalya gegen Ungarn sein erstes und einziges Spiel für die U20 der Dänen.